# Backlash (2006)
Backlash (2006) là một sự kiện pay-per-view (PPV) đấu vật chuyên nghiệp sản xuất bởi WWE, diễn ra ngày 30 tháng 4 năm 2006, tại Rupp Arena ở Lexington, Kentucky, được tài trợ bởi Topps. Đây là sự kiện Backlash thứ 8 và có sự góp mặt của các đô vật từ Raw.
Có 7 trận đấu được diễn ra, chứng kiến 3 trận đấu chính. Trận đầu tiên trong chuỗi sự kiện chính là Trận đấu Triple Threat tranh đai WWE Championship, chứng kiến John Cena đánh bại người thách đấu Triple H và Edge để đoạt lại đai. Sự kiện chính thứ hai là Shawn Michaels và "God" vs. Vince và Shane McMahon trận đấu No Holds Barred, gia đình McMahon giành phần thắng. Sự kiện chính thứ ba là "trận đấu Danh hiệu vs. Va li" có sự góp mặt của Mr. Money in the Bank Rob Van Dam trước Intercontinental Champion Shelton Benjamin, với việc cả hai đều phải bảo vệ danh hiệu tương ứng. Van Dam đánh bại Benjamin, lấy luôn va li Money in the Bank của anh và giành đai Intercontinental Championship.
Sự kiện nhận được 273.000 lượt mua pay-per-view, nhiều hơn so với sự kiện năm trước. Điều này đóng góp vào ngân quỹ pay-per-view của WWE tăng thêm $4.3 triệu từ năm trước. Khi sự kiện được phát hành dưới dạng DVD, nó đứng thứ hai trên bảng xếp hạng doanh thu DVD thể thao giải trí của Billboard'.

## Kết quả
| # | Kết quả                                                          | Thể loại                                                                               | Thời gian |
| --- | ---------------------------------------------------------------- | -------------------------------------------------------------------------------------- | --------- |
| 1H | Goldust đánh bại Rob Conway                                      | Trận đấu đơn                                                                           | 03:38     |
| 2 | Carlito đánh bại Chris Masters                                   | Trận đấu đơn                                                                           | 09:58     |
| 3 | Umaga (cùng với Armando Estrada) đánh bại Ric Flair              | Trận đấu đơn                                                                           | 03:29     |
| 4 | Trish Stratus đánh bại Mickie James (c) bằng luật chống phạm quy | Trận đấu đơn tranh đai WWE Women's Championship                                        | 04:03     |
| 5 | Rob Van Dam đánh bại Shelton Benjamin (c)                        | Trận đấu đơn tranh đai WWE Intercontinental Championship và hợp đồng Money in the Bank | 18:42     |
| 6 | Big Show vs. Kane kết thúc không có kết quả                      | Trận đấu đơn                                                                           | 09:30     |
| 7 | Mr. McMahon và Shane McMahon đánh bại "God" và Shawn Michaels    | Trận đấu đồng đội No Holds Barred                                                      | 19:57     |
| 8 | John Cena (c) đánh bại Triple H và Edge (cùng với Lita)          | Trận đấu Triple Threat tranh đai WWE Championship                                      | 17:33     |
| - (c) – chỉ người vô địch bước vào trận đấu - H – chỉ trận đấu được phát sóng trước pay-per-view tại Sunday Night Heat |                                                                  |                                                                                        |           |